# 1743 в Україні

## Особи

### Народились
- 13 березня Северин Жевуський (1743—1811) — польський шляхтич, політичний діяч Речі Посполитої, маґнат. Останній польний гетьман коронний.
- 21 квітня Юзеф Мйончинський (1743—1793) — польський граф, генерал французьких військ. Белзький маршалок Барської конфедерації.
- 31 липня Гамалія Семен Іванович (1743—1822) — український філософ, поет, освітній діяч доби Гетьманщини.
- 23 грудня Богданович Іполит Федорович (1743—1803) — поет, видавець, перекладач.
- Італинський Андрій Якович (1743—1827) — український науковець, доктор медицини, академік, дипломат, археолог і лінґвіст.
- Мосципанов Максим Климентович (1743—1800) — український архітектор.

### Померли
- Колчак Ільяш (? — 1743) — воєначальник Османської імперії сербсько-хорватського походження.
- Шидловський Лаврентій Іванович (1687—1743) — полковник Ізюмського слобідського козацького полку (1730—1743), наказний полковник (1708—1710) та полковник Харківського слобідського козацького полку (1710—1712).

## Засновані, створені
- Міський сад (Київ)
- Церква Різдва Пресвятої Богородиці (Джуринська Слобідка)
- Собор Преображення Господнього (Кременець)
- Базиліка святих Ігнатія Лойоли і Станіслава Костки (Кременець)
- Адріанопіль
- Тишківка (Добровеличківський район)
- Чутове